# Ännu doftar kärlek
"Ännu doftar kärlek" är en balladlåt med text av Marie Fredriksson och musik av Marie Fredriksson och Lasse Lindbom. Den svenska popsångerskan Marie Fredriksson hade en hit med låten 1984 på sitt debutalbum Het vind.  Låtskrivaren Lasse Lindbom spelade också in den, på en singel med Nane Kvillsäter från samma år.
Den svenske dansbandssångaren Stefan Borsch spelade 1985 in en cover på den på albumet Sjung din sång. De svenska dansbanden Curt Haagers (1985, på albumet med samma namn) och Ingmar Nordströms (1985, på albumet Saxparty 12) har också spelat in låten. Curt Haagers inspelning av melodin låg på Svensktoppen i fyra veckor under perioden 10 november–1 december 1985, med en femteplats som bästa resultat där. Erik Linder spelade 2009 in låten på albumet Inifrån.
Marie Fredriksson sjöng "Ännu doftar kärlek" under vigseln mellan prinsessan Madeleine och Christopher O'Neill i Slottskyrkan i Stockholm, den 8 juni 2013.

## Listplaceringar

### Marie Fredriksson
| Lista (1984) | Topplacering |
| ------------ | ------------ |
| Sverige      | 18           |